# Reanimation (album của Linkin Park)
Reanimation (sắp chữ thành [REAИIMATIOИ]) là album phối lại đầu tay của ban nhạc rock đến từ Mỹ Linkin Park, đóng vai trò là phần tiếp theo của album phòng thu đầu tiên của họ, Hybrid Theory, được phát hành vào ngày 30 tháng 7 năm 2002. Được thu âm trong chuyến lưu diễn Hybrid Theory vào năm 2001, nó chứa các bản phối lại của các bài hát từ Hybrid Theory, bao gồm cả các bài hát bổ sung của album. Album phối lại này được sản xuất bởi Mike Shinoda và được phối âm bởi Mark "Spike" Stent. Album cho đến nay là album phối lại bán chạy thứ tư mọi thời đại, sau Blood on the Dance Floor: HIStory in the Mix của Michael Jackson, You Can Dance của Madonna và Love của The Beatles.

## Phát hành và quảng bá

### Đĩa đơn
"Pts.OF.Athrty", bản phối lại của bài "Points of Authority" bởi Jay Gordon thuộc Orgy, được phát hành làm đĩa đơn chính thức đầu tiên và duy nhất của Reanimation. Đĩa đơn cũng có bài hát mặt B là "H! Vltg3", bản phối lại của bài "High Voltage" bởi Evidence và DJ Babu với giọng hát bổ sung của Pharoahe Monch, cũng như bản phối lại của bài "By Myself", mang tên "Buy Myself", bởi nhạc sĩ người Mỹ Marilyn Manson.
"Enth E Nd", "Frgt/10", "Songs from Reanimation" và "My<Dsmbr" được phát thanh dưới dạng đĩa đơn quảng cáo trên radio.

### Video âm nhạc
Video chính thức cho "Pts.OF.Athrty" mô tả một trận chiến giữa các robot hoàn toàn được dựng bằng CGI, trong đó những cái đầu của các thành viên ban nhạc Linkin Park nắm quyền cai trị, cũng như một chủng tộc ngoài hành tinh.
MTV 2 đã làm video cho từng bài hát của album để phát lại trên "MTV: Playback" và chúng cũng chỉ được phát vài lần. Chúng bao gồm "Frgt/10" (một cô gái vẽ graffiti trong thị trấn trong khi lẩn trốn trực thăng cảnh sát), "Opening" (cô gái trong video "Frgt/10" đi ngủ), "Pts.OF.Athrty" (hình ảnh quốc kỳ của Hoa Kỳ đến 1:05, sau đó là một cuộc rượt đuổi bằng mô tô)," [Chali]" (cô gái trên giường và cảnh quay trong phòng của cô ấy)," P5hng Me A*wy" (kẻ ăn thịt người)," Plc. 4 Mie Hæd" (cô gái hát theo bài hát)," X-Ecutioner Style" (một cậu bé hoạt hình đi dạo quanh thị trấn, hát phần" Shut Up "của Chester), "H! Vltg3" (một đêm trong cuộc đời của một người đàn ông), '[Riff Raff]' (cô gái nằm trên giường), 'Wth>You' (phân cảnh rất nhanh chóng những mugshot của nhiều người đồng bộ với bài hát), "Ppr:Kut" (cảnh quay phản ứng của mọi người trước một tiếng động lớn bất ngờ khi đang nghe nhạc; Joe Hahn xuất hiện trong video này), "Rnw@y" (một phụ nữ với chiếc Mohawk trong thị trấn, chạy theo từng điệp khúc của bài hát), My<Dsmbr (một người đàn ông sống trên bãi biển và chơi vài trò giải trí trong công viên giải trí), "By_Myslf" (một người phụ nữ trong rừng), "Kyur4 th Ich" (nhiều người nhảy breakdance, Joe Hahn xuất hiện với tư cách khách mời), "1Stp Klosr" (mô tả một mối quan hệ không thành) và "Krwlng" (hoạt hình người gậy màu trắng). Bài hát duy nhất không có được video hoạt hình là "Enth E ND"; video có cảnh Mike Shinoda, KutMasta Kurt và Motion Man trình diễn những phần hát tương ứng của họ ở phía sau xe hơi. Đây là video duy nhất có hình ảnh người trình diễn thực sự của bài hát.
Chỉ có 2 video MTV là "Frgt/10" và "Kyur4 th Ich" được phát hành chính thức trên phiên bản DVD-A của album, cùng với video chính thức "Pts.OF.Athrty". Các video của "Pts.OF.Athrty", "Frgt/10", "Kyur4 th Ich" và "Enth E ND" là những video duy nhất được coi là "chính thức".

### Các phiên bản
Phiên bản tiêu chuẩn của Reanimation nằm trong một hộp digipak với 20 bản nhạc. Một phiên bản tiếng Nhật có ca khúc thứ 21 là Buy Myself. Ngoài ra một phiên bản DVD-A với âm thanh vòm và video âm nhạc cho "Pts.Of.Athrty", "Frgt/10", và "Kyur4 Th Ich" cũng được phát hành. Các thành viên Linkin Park Underground 1.0 cũng nhận được phiên bản DVD-A miễn phí như một món quà Giáng sinh. Bản phát hành thử nghiệm của phiên bản DualDisc chỉ được bán ở Boston và Seattle. Phiên bản này chứa album trên một mặt của đĩa và nội dung đặc biệt ở mặt kia. Nó chưa bao giờ vượt qua quá trình chạy thử nghiệm và do đó rất khó lấy được phiên bản DualDisc.

## Reanimation trong buổi diễn trực tiếp
Một số nhạc phẩm của Reanimation đã được đưa vào các buổi diễn trực tiếp của Linkin Park, ví dụ như sự hiện diện của bài "P5hng Me A*wy" trong Live in Texas, nó đã được trình diễn trong chuyến lưu diễn của ban nhạc từ mùa hè năm 2003 đến mùa đông năm 2004. Đoạn bridge của "1Stp Klosr" và phần nhạc cụ của "Wth> You" đã được trình diễn trong các phần trình diễn bài "One Step Closer" và "With You" từ năm 2003 đến năm 2006. Đối với một số buổi diễn, Jonathan Davis từ Korn đã trình diễn phần bridge của "1Stp Klosr" trong khi ban nhạc biểu diễn bài "One Step Closer" gốc. "Pts.OF.Athrty" được sử dụng làm phần mở đầu của "Points of Authority" cho chuyến lưu diễn mùa hè của Linkin Park vào năm 2004. "Frgt/10" đã được trình diễn một lần vào năm 2005, trong một chương trình tù thiện Music for Relief  với Chali 2na, cũng như Jurassic 5 cũng có mặt. Ngoài ra, phần mở đầu của "Krwlng" thường được dùng làm phần mở đầu của "Crawling" trong các buổi biểu diễn trực tiếp vào năm 2004, ngoài ra một phiên bản rút gọn đã được sử dụng vào năm 2003 và là phần mở đầu cho buổi diễn Live 8 của ban nhạc. Vào mùa đông năm 2008, phần mở đầu "Krwlng" đã trở lại các buổi diễn. Bắt đầu từ Projekt Revolution 2008, Shinoda kết hợp khổ hát đầu tiên của "Hands Held High" vào nhạc cụ, sau khi khổ hát được biểu diễn theo phong cách a cappella tại một buổi biểu diễn vào ngày 29 tháng 6 năm 2008 tại National Bowl ở Anh, phần trình diễn này có thể thấy trong album trực tiếp thứ hai của ban nhạc, Road to Revolution: Live at Milton Keynes . "Hands Held High" vẫn nằm trong phần mở đầu của "Krwlng" cho đến năm 2009. Đôi khi, khổ hát đầu tiên sẽ được trình diễn kiểu a capella với khổ thứ hai được trình diễn trên nền nhạc cụ. "Enth E Nd" đã được trình diễn trực tiếp nhưng không phải bởi Linkin Park, ma bởi Fort Minor (đề án phụ của Mike Shinoda). Chester Bennington bước ra và hát phần của mình trong bài hát. Đây là lần đầu tiên một bài hát của Linkin Park được ra mắt bởi một ban nhạc khác, tuy nhiên nó cũng được trinh diễn với hai thành viên của ban nhạc Linkin Park (Shinoda và Bennington).

## Giới phê bình đón nhận
| Đánh giá chuyên môn  | Đánh giá chuyên môn |
| Điểm trung bình      | Điểm trung bình     |
| Nguồn                | Đánh giá            |
| -------------------- | ------------------- |
| Metacritic           | 60/100              |
| Nguồn đánh giá       |                     |
| Nguồn                | Đánh giá            |
| AllMusic             | [ 9 ]               |
| Entertainment Weekly | B−                  |
| The Guardian         | [ 10 ]              |
| Melodic              | [ 11 ]              |
| RapReviews           | 7.5/10              |
| Rolling Stone        | [ 12 ]              |

Reanimation đã vấp phải nhiều ý kiến trái chiều từ các nhà phê bình. Nó đã giúp nhiều nghệ sĩ hip hop underground góp mặt trong album tiếp cận được lượng khán giả lớn hơn, cũng như thay đổi bản chất của tác phẩm đáng kể (tái cấu trúc các bài hát, thêm hoặc thay đổi đáng kể các khổ hát và thêm một số nghệ sĩ khách mời) đến mức nó có thể được coi là album hoàn toàn mới.  Album nhận được số điểm trung bình là 60 từ Metacritic. Nhà phê bình Stephen Thomas Erlewine của AllMusic coi album là "một bước đi đúng hướng đáng hoan nghênh", và ông ca ngợi Reanimation vì đã cố gắng khai phá vùng đất mới.  Linkin Park cũng đã tuyên bố rằng album này có thể được coi là một bản phối lại cũng như album phòng thu. Album đạt vị trí thứ 2 trên bảng xếp hạng Billboard 200 và nằm trên danh sách này trong 33 tuần liên tiếp. Nó đã tiêu thụ 270.000 bản trong tuần đầu ra mắt, và gần hai triệu bản tổng thể. Nó trở thành album phối lại bán chạy thứ tư mọi thời đại.

## Trong văn hóa đại chúng
Tại Thế vận hội mùa đông Vancouver 2010, các vũ công trên băng người Anh là Sinead và John Kerr đã trượt băng trên nền nhạc "Krwlng".
Năm 2011, ảo thuật gia Dynamo đi bộ qua sông Thames. Phần trình diễn này đã được thể hiện trong chương trình truyền hình Dynamo: Magician Impossible của ông trong khi bài hát "Krwlng" được phát.

## Danh sách bài hát
Tất cả các ca khúc được viết bởi Linkin Park, trừ phi được ghi chú.
| STT              | Nhan đề                                                          | Sáng tác                                                | Bản gốc trong Hybrid Theory | Thời lượng |
| ---------------- | ---------------------------------------------------------------- | ------------------------------------------------------- | --------------------------- | ---------- |
| 1.               | "Opening"                                                        | Mike Shinoda                                            |                             | 1:07       |
| 2.               | "Pts.OF.Athrty" (góp mặt Jay Gordon)                             |                                                         | "Points of Authority"       | 3:45       |
| 3.               | "Enth E Nd" (góp mặt KutMasta Kurt và Motion Man)                |                                                         | "In the End"                | 4:00       |
| 4.               | "[Chali]"                                                        |                                                         |                             | 0:23       |
| 5.               | "Frgt/10" (góp mặt Alchemist và Chali 2na)                       | Linkin Park Mark Wakefield Dave Farrell                 | "Forgotten"                 | 3:32       |
| 6.               | "P5hng Me A*wy" (góp mặt Stephen Richards)                       |                                                         | "Pushing Me Away"           | 4:38       |
| 7.               | "Plc.4 Mie Hæd" (góp mặt Amp Live và Zion)                       | Linkin Park Mark Wakefield Dave Farrell                 | "A Place for My Head"       | 4:20       |
| 8.               | "X-Ecutioner Style" (góp mặt Sean C, Roc Raida và Black Thought) |                                                         |                             | 1:49       |
| 9.               | "H! Vltg3" (góp mặt Evidence, Pharoahe Monch và DJ Babu)         | Linkin Park Derek Murphy Lorenzo Dechalus Maxwell Dixon | "High Voltage"              | 3:30       |
| 10.              | "[Riff Raff]"                                                    |                                                         |                             | 0:21       |
| 11.              | "Wth>You" (góp mặt Aceyalone)                                    | Linkin Park Dust Brothers                               | "With You"                  | 4:12       |
| 12.              | "Ntr\Mssion"                                                     | Mike Shinoda                                            |                             | 0:29       |
| 13.              | "Ppr:Kut" (góp mặt Cheapshot, Jubacca, Rasco và Planet Asia)     |                                                         | "Papercut"                  | 3:26       |
| 14.              | "Rnw@y" (góp mặt Backyard Bangers và Phoenix Orion)              | Linkin Park Mark Wakefield                              | "Runaway"                   | 3:13       |
| 15.              | "My<Dsmbr" (góp mặt Mickey P. và Kelli Ali)                      |                                                         | "My December"               | 4:17       |
| 16.              | "[Stef]"                                                         |                                                         |                             | 0:10       |
| 17.              | "By_Myslf" (góp mặt Josh Abraham và Stephen Carpenter)           |                                                         | "By Myself"                 | 3:42       |
| 18.              | "Kyur4 th Ich"                                                   |                                                         | "Cure for the Itch"         | 2:32       |
| 19.              | "1Stp Klosr" (góp mặt The Humble Brothers và Jonathan Davis)     |                                                         | "One Step Closer"           | 5:46       |
| 20.              | "Krwlng" (góp mặt Aaron Lewis)                                   |                                                         | "Crawling"                  | 5:40       |
| Tổng thời lượng: | Tổng thời lượng:                                                 | Tổng thời lượng:                                        | Tổng thời lượng:            | 60:52      |

| bài hát bổ sung phiên bản Nhật Bản | bài hát bổ sung phiên bản Nhật Bản  | bài hát bổ sung phiên bản Nhật Bản | bài hát bổ sung phiên bản Nhật Bản |
| STT                                | Nhan đề                             | Sáng tác                           | Thời lượng                         |
| ---------------------------------- | ----------------------------------- | ---------------------------------- | ---------------------------------- |
| 21.                                | "Buy Myself" (Marilyn Manson Remix) | Linkin Park                        | 4:26                               |

| bài hát bổ sung phiên bản iTunes | bài hát bổ sung phiên bản iTunes                          | bài hát bổ sung phiên bản iTunes | bài hát bổ sung phiên bản iTunes |
| STT                              | Nhan đề                                                   | Sáng tác                         | Thời lượng                       |
| -------------------------------- | --------------------------------------------------------- | -------------------------------- | -------------------------------- |
| 21.                              | "One Step Closer" (Lưu diễn LP Underground Tour 2003)     | Linkin Park                      | 3:42                             |
| 22.                              | "Buy Myself" (Marilyn Manson Remix) (bài hát ngoài album) | Linkin Park                      | 4:26                             |
| 23.                              | "My December" (Lưu diễn Projekt Revolution Tour 2002)     | Mike Shinoda                     | 4:27                             |

| Reanimation – The Video Album | Reanimation – The Video Album | Reanimation – The Video Album | Reanimation – The Video Album |
| STT                           | Nhan đề                       | Đạo diễn                      | Thời lượng                    |
| ----------------------------- | ----------------------------- | ----------------------------- | ----------------------------- |
| 1.                            | "Opening"                     | Joe Hahn                      | 1:07                          |
| 2.                            | "Pts.OF.Athrty"               | Joe Hahn                      | 3:45                          |
| 3.                            | "Enth E ND"                   | Jason Goldwatch               | 4:00                          |
| 4.                            | "[Chali]"                     | Joe Hahn                      | 0:23                          |
| 5.                            | "Frgt/10"                     | Joshua Cordes                 | 3:32                          |
| 6.                            | "P5hng Me A*wy"               | Scott Patton                  | 4:38                          |
| 7.                            | "Plc.4 Mie Hæd"               | Shawn M.Foster                | 4:20                          |
| 8.                            | "X-Ecutioner Style"           | David Zager                   | 1:49                          |
| 9.                            | "H! Vltg3"                    | Estevan Oriol                 | 3:30                          |
| 10.                           | "[Riff Raff]"                 | Joe Hahn                      | 0:21                          |
| 11.                           | "Wth>You"                     | Ryan Thompson                 | 4:12                          |
| 12.                           | "Ntr\Mssion"                  | Joe Hahn                      | 0:29                          |
| 13.                           | "Ppr:Kut"                     | Mike Piscatelli               | 3:26                          |
| 14.                           | "Rnw@y"                       | Kimo Proudfoot                | 3:13                          |
| 15.                           | "My<Dsmbr"                    | Chip Miller                   | 4:17                          |
| 16.                           | "[Stef]"                      | Joe Hahn                      | 0:10                          |
| 17.                           | "By_Myslf"                    | Matt Bass                     | 3:42                          |
| 18.                           | "Kyur4 th Ich"                | Chairman Hahn                 | 2:32                          |
| 19.                           | "1Stp Klosr"                  | Shaun Smith                   | 5:46                          |
| 20.                           | "Krwlng"                      | Jonathan Ruppel               | 5:40                          |
| Tổng thời lượng:              | Tổng thời lượng:              | Tổng thời lượng:              | 60:52                         |

### iTunes
Các video cho "Pts.OF.Athry"," Frgt/10 " và "Kyur4 Th Ich " là những video duy nhất của Reanimation có thể mua trên iTunes.

### DVD-Audio
Chứa toàn bộ album được phối âm thanh vòm 5.1, cùng với các video nhạc cho "Pts.OF.Athrty "," Frgt/10 ", và " Kyur4 th Ich ", cũng như quá trình tạo ra " Pts.OF.Athrty ". Phiên bản này chỉ có ở định dạng DVD-Audio. Nó chơi được trong hầu hết các đầu DVD thường và đầu DVD tương thích DVD-A. Phiên bản này ban đầu được phân phối miễn phí cho các thành viên của Linkin Park Underground, những người đã đăng ký trước ngày 10 tháng 11 năm 2002. Nó cũng được làm ra định dạng DualDisc chứa phiên bản CD ở một mặt và DVD-Audio ở mặt kia.

### Phiên bản DualDisc
Album này nằm trong nhóm 15 bản DualDisc đã được bán thử nghiệm tại hai thành phố: Boston và Seattle. DualDisc có album tiêu chuẩn ở một mặt và danh sách bài hát DVD-Audio ở mặt thứ hai. Phiên bản DualDisc không được phát hành lại sau khi chạy thử nghiệm trên thị trường.

### Bản demo
Hiện có bốn bản demo được xác định từ các buổi ghi âm Reanimation - một bản cho "1stp Klosr", nó chỉ được phối lại bởi Humble Brothers mà không có Jonathan Davis (đây là một nội dung ẩn trong DVD Frat Party at the Pankake Festival ), bản demo của "Pts.OF.Athrty " được phối lại bởi Jay Gordon, bản demo gốc của bản phối lại " Plc.4 Mie Hæd " bởi Amp Live và bản demo " Frgt/10 " xuất hiện trên fansite có tên LPLive hơn 10 năm sau khi phát hành Reanimation, có phần phối âm cũng như lời bài hát khác. Những bản này chưa được phát hành thương mại, nhưng chúng đã trở nên phổ biến trên mạng cũng như đối với những người hâm mộ Linkin Park.

### Ngoại cảnh
Các bản phối lại cũng được sáng tác bởi Tricky, Prince Paul, DJ Z-Trip,   và Team Sleep ("My December").
Các bản nhạc 1, 4, 8, 9, 10, 12, 15 và 16 không có trong Hybrid Theory . Các bản nhạc 9 và 15 là bản phối lại của mặt B Hybrid Theory, trong khi phần còn lại được tạo riêng cho Reanimation .

## Xếp hạng
| Bảng xếp hạng (2002)                     | Vị trí cao nhất |
| ---------------------------------------- | --------------- |
| Album Úc (ARIA)                          | 16              |
| Album Áo (Ö3 Austria)                    | 2               |
| Album Bỉ (Ultratop Vlaanderen)           | 12              |
| Album Bỉ (Ultratop Wallonie)             | 11              |
| Album Canada (Billboard)                 | 3               |
| Album Đan Mạch (Hitlisten)               | 24              |
| Album Hà Lan (Album Top 100)             | 4               |
| Album Phần Lan (Suomen virallinen lista) | 12              |
| Album Pháp (SNEP)                        | 11              |
| Album Đức (Offizielle Top 100)           | 3               |
| Hungarian Albums (MAHASZ)                | 14              |
| Album Ireland (IRMA)                     | 4               |
| Album Ý (FIMI)                           | 25              |
| Album New Zealand (RMNZ)                 | 8               |
| Album Na Uy (VG-lista)                   | 32              |
| Album Scotland (OCC)                     | 5               |
| Album Thụy Điển (Sverigetopplistan)      | 18              |
| Album Thụy Sĩ (Schweizer Hitparade)      | 3               |
| Album Anh Quốc (OCC)                     | 3               |
| Album Anh Quốc Rock & Metal (OCC)        | 2               |
| Album Hoa Kỳ Billboard 200               | 2               |

| Bảng xếp hạng (2017)          | Vị trí cao nhất |
| ----------------------------- | --------------- |
| Album Cộng hòa Séc (ČNS IFPI) | 44              |

## Chứng nhận
| Quốc gia                                                                           | Chứng nhận | Số đơn vị/doanh số chứng nhận |
| ---------------------------------------------------------------------------------- | ---------- | ----------------------------- |
| Argentina (CAPIF)                                                                  | Gold       | 20.000^                       |
| Úc (ARIA) dvd                                                                      | Gold       | 7.500^                        |
| Áo (IFPI Áo)                                                                       | Gold       | 10,000*                       |
| Brasil (Pro-Música Brasil)                                                         | Gold       | 50.000*                       |
| Đức (BVMI)                                                                         | Gold       | 250.000^                      |
| New Zealand (RMNZ)                                                                 | Gold       | 7.500^                        |
| Thụy Sĩ (IFPI)                                                                     | Gold       | 20.000^                       |
| Anh Quốc (BPI)                                                                     | Platinum   | 300.000‡                      |
| Hoa Kỳ (RIAA)                                                                      | Platinum   | 1.000.000^                    |
| * Chứng nhận dựa theo doanh số tiêu thụ. ^ Chứng nhận dựa theo doanh số nhập hàng. |            |                               |

## Nhân sự
| Linkin Park - Chester Bennington – ca sĩ - Rob Bourdon – trống, nhạc cụ gõ - Brad Delson – guitar chính - Phoenix – guitar bass trong "By_Myslf"; vĩ cầm, và cello trong "Opening" và "Krwlng" - Chairman Hahn – bàn xoay đĩa, samples, lập trình; chà đĩa trong "Frgt/10" - Mike Shinoda – hát chính và hát rap; guitar đệm trong "P5hng Me A*wy" và "Wth>You"; nhạc cụ phím, piano, samplers Sản xuất - Don Gilmore – nhà sản xuất (bản ghi âm gốc) - Andy Wallace – phối âm (bản ghi âm gốc) - Mike Shinoda – nhà sản xuất, chỉ đạo nghệ thuật, thiết kế, nghệ thuật - Mark "Spike" Stent – phối âm - David Treahearn – trợ lý phối âm - Paul "P-Dub" Walton – kỹ sư ProTools - Brian "Big Bass" Gardner – mastering, chỉnh sửa kỹ thuật số - Nancie Stern – lọc bản mẫu - Tom Whalley – A&R - Kevin Sakoda – A&R, giám đốc tiếp thị - Jeff Blue – A&R - Natalie Preston – điều phối A&R - Peter Standish – giám đốc tiếp thị - Rob McDermott – đại diện toàn cầu - Clay Patrick McBride – nhiếp ảnh - Flem – chỉ đạo nghệ thuật, thiết kế - Joseph Hahn – nghệ thuật | Nhạc sĩ bổ sung và diễn giải - Jay Gordon – diễn giải trong "Pts.OF.Athrty" - Nova – lập trình, diễn giải trong "Pts.OF.Athrty" - Doug Trantow – lập trình bổ sung, nhà sản xuất bổ sung, kỹ sư trong "Pts.OF.Athrty" - KutMasta Kurt – diễn giải trong "Enth E Nd" - Motion Man – hát trong "Enth E Nd" - The Alchemist – diễn giải trong "Frgt/10" - Chali 2na – hát trong "Frgt/10" - Stephen Richards – hát trong "P5hng Me A*wy" - AmpLive – diễn giải trong "Plc.4 Mie Hæd" - Baba Zumbi – hát trong "Plc.4 Mie Hæd" - Sean C – nhà sản xuất trong "X-Ecutioner Style" - Roc Raida – diễn giải trong "X-Ecutioner Style" - Black Thought – hát trong "X-Ecutioner Style" - Jeff Chestek – kỹ sư trong "X-Ecutioner Style" - Ray Wilson – kỹ sư trợ lý trong "X-Ecutioner Style" - Evidence – diễn giải trong "H! Vltg3" - Pharoahe Monch – hát trong "H! Vltg3" - DJ Babu – cắt trong "H! Vltg3" - Porse 1 – sản xuất bổ sung trong "H! Vltg3" - DJ Revolution – chỉnh sửa trong "H! Vltg3" - Troy Staton – phối âm trong "H! Vltg3" - Aceyalone – hát trong "Wth>You" - Cheapshot – diễn giải trong "Ppr:Kut" - Jubacca (Vin Skully) – diễn giải trong "Ppr:Kut" - Rasco – hát trong "Ppr:Kut" - Planet Asia – hát trong "Ppr:Kut" - Josh Kouzomis – diễn giải trong "Rnw@y" - E.Moss – diễn giải trong "Rnw@y" - Phoenix Orion – diễn giải trong "Rnw@y" - Mickey Petralia – sản xuất bổ sung trong "Rnw@y"; nhạc cụ phím, lập trình, nhà sản xuất, diễn giải trong "My<Dsmbr" - Michael Fitzpatrick – lập trình, diễn giải trong "My<Dsmbr" - Kelli Ali – hát trong "My<Dsmbr" - Greg Kurstin – nhạc cụ phím trong "My<Dsmbr" - Josh Abraham – diễn giải trong "By_Myslf" - Stephen Carpenter – guitar trong "By_Myslf" - Ryan Williams – kỹ sư trong "By_Myslf" - Jonas G. – kỹ sư trong "By_Myslf" - Erik Gregory – lập trình trong "By_Myslf" - The Humble Brothers – diễn giải trong "1stp Klosr" - Jonathan Davis – hát trong "1stp Klosr" - Aaron Lewis – hát trong "Krwlng" - Marilyn Manson – diễn giải và nhạc cụ phím trong "Buy Myself" - John 5 – guitar trong "Buy Myself" - Madonna Wayne Gacy – nhạc cụ phím trong "Buy Myself" - Tim Sköld – đồng sản xuất, kỹ sư, phối âm, lập trình trong "Buy Myself" |